# کلیمیان سقز
کلیمیان سقز یا یهودیان سقز (به کردی: جوله که) از جمله پیروان حضرت موسی نبی و بخشی از یهودیان کرد ساکن ایران بودند که از قدیم الایام در شهرستان سقز ساکن بوده و زندگی می‌کردند و با مردم مسلمان همزیستی داشتند. آنها در اثنای جنگ جهانی دوم و بعد از آن در حدود سالهای ۱۳۲۷ و ۱۳۲۸ شمسی به اسرائیل، آمریکا و اروپا مهاجرت نمودند. آنها بیشتر در دو محله میان قلعه تا نزدیک ارک حکومت، خانه داشتند و توانگران آنها دارای عمارتهای سه طبقه آجری و وسیع بودند. جمعی دیگر از آنها در مناطق روستایی و حومه شهر سقز مانند زیویه، صاحب و ترجان ساکن بودند. یهودیان سقز دارای محلات و گرمابه و مدرسه مخصوص به خود بوده و کنیسه و خاخام و پالوم داشتند و به مشاغل پزشکی و تجارت و پیشه‌وری و دستفروشی و زارعت مشغول بودند. در حال حاضر جمع بزرگی از یهودیان ساکن اسرائیل را فرزندان و نوادگان یهودیان کرد ساکن سقز و سنندج و دیگر شهرهای کردنشین تشکیل می‌دهند که در بعضی موارد فرهنگ کردی خود در زمینه‌هایی مانند لباس، زبان، رقص و آواز را حفظ نموده‌اند.

## اوضاع اقتصادی
یهودیان سقز را بیشتر افراد ثروتمند و دارای املاک بزرگ تشکیل می‌دادند. آنها بیشتر در محلات مرکزی شهر سقز خانه داشته و توانگران آنها دارای عمارتهای سه طبقه آجری و وسیع بودند به‌طوری که پس از مهاجرت آنها اداراتی چون شهربانی و بانک ملی و ثبت احوال و بهداری که عده زیادی ارباب رجوع داشتند در خانه‌ها و عمارات باقیمانده از یهودیان مستقر شده و فعالیت می‌کردند. همچنین در سال ۱۳۳۷ اداره ساواک در منزل باقیمانده از یکی از یهودیان بنام گوریل ضمان تأسیس شد. ملا رشید از پیشنمازان روستای آیچی بود که در این زمان توسط ساواک در منزل گوریل ضمان بازجویی و کشته شد. یهودیهای سقز دارای دو گرمابه در بازار و گورستان ویژه خود بودند ولی با مهاجرت به اسرائیل بخشی از املاک خود را به قیمت پایین فروختند و کنیسه آنها نیز به باشگاه ورزشی تبدیل گردید.
بعدها تعدادی از آنها برگشته و طبق سند شماره ۲۶ کارتن ۲۰ دوسیه ۳۶ در مجلس شورای ملی، درخواست برگشت اموال خود را به نماینده سقز در این مجلس، اقبال السلطان ارائه نمودند که این نماینده درخواست آنها را به وزارت مالیه ارجاع نموده و درخواست رسیدگی نمود.
«توسط بندگان اقبال السلطان وکیل سقز و بانه ساحت مقدس مجلس شورای ملی شید الله ارکانه، کپیه به وزارت جلیله ماله دامت شوکته
این بندگان به مناسبت غارت زندگی تمام دارائی و خسارت متوالیه فوق الطاقت ایل شکاک و بانه ایها، یک سال است از وطن خود خارج و در نقاط دیگر متواری بوده‌ایم. ایم موقع که دو ماه است مراجعت نموده‌ایم به واسطه پریشانی و نداشتن سرمایه، در امور اعاشه دچار مضیقه و عسرت بوده و با این احوال ریاست مالیه مطالبه دویست و هفتاد و شش تومان و پنج هزار مالیات یکساله از این چهل خانوار غارت زده و مظلوم می‌نماید؛ لذا استدعا داریم که استرحاماً امر بفرمائید که مثل سایر غارتزدگان این مظلومان را نیز با معافی مالیاتی شده و بدعاگوئی رطب اللسان بوده باشیم.
جماعت کلیمی سقز»

## اوضاع فرهنگی اجتماعی
در بین جامعه کلیمیان سقز افراد تحصیلکرده، هنرمند و ورزشکار وجود داشت که در زمان بسیار سرشناس بوده و به مردم منطقه خدمات ارائه می‌دادند.
از جمله پزشکان و طبیبان یهودی سقزی «حکیم اسماعیل» و «حکیم میکائیل» و از جمله هنرمندان یهودی موسیقیدان «اسحق تارزن» و «میره که» که ضرب می‌زد، بودند که به طبابت و موسیقی شهر و منطقه رونق داده بودند. حکیم میکائیل که فرزندانش هم با نام خانوادگی پرهامی در رشته‌های پزشکی تحصیل نمودند با سادات و مشایخ بزرگ کردستان مراوده داشته‌است و امروزه نامه او خطاب به  سید باباشیخ سیادت موجود است که راجع به علاج بیماری و روابط فیمابین است.
همچنین از جمله ورزشکاران و کشتی گیران یهودی آقای یوسف سقزی بوده که کشتی‌گیر سنگین‌وزن بود و در مسابقات قهرمانی کشتی باشگاه‌های کشور درسال ۱۳۵۰ مدال طلا را از آن خود کرد. پدر او با نام نعمت سقزی و عموهایش ناصر و جمشید سقزی نیز از ورزشکاران قدیمی بودند.
همچنین «داوود غریب پور» مشهور به داوود عکاس که از کلیمیان سقز بود در طبقهٔ دوم کاروانسرای تاجوانچی (سرای اتحاد) عکاسخانه داشت. او از جوانان سقزی علاقمند به این هنر بود او در سال‌های ۱۳۲۰ تا ۱۳۳۰ توانست عکس‌های منحصر به فردی از عشایر سقز، مراسم و مناسبت‌های دولتی مانند رژهٔ پیش‌آهنگی و مضامین دیگر را تهیه کند. سال ۱۳۳۰ شمسی او از سقز مهاجرت کرد.

## انتقال گنجینه زیویه
تپه قلعه زیویه مربوط به سدهٔ ۳ و ۴ هجری قمریه و در شهرستان سقز، روستای زیویه واقع شده و این اثر در تاریخ ۱۰ مهر ۱۳۸۰ با شمارهٔ ثبت ۴۰۱۸ به عنوان یکی از آثار ملی ایران به ثبت رسیده‌است. از این بنای تاریخی در سالنامه‌های آشوری ذکری به میان اومده و بیان شده که به دنبال شورش و طغیان اقوام مانایی سده نهم تا ششم پیش از میلاد، از طریق قلعه این تپه عملیات‌های جنگی صورت می‌گرفته‌است. اعتبار و شهرت جهانی زیویه به سال ۱۳۲۵ شمسی بازمی‌گردد که در اثر عوامل جوی و ریزش برف و باران قسمتی از راس تپه تخریب و آثار و اشیاء به صورت اتفاقی کشف و نمایان شد. در فاصله سال‌های ۱۳۲۵ تا ۱۳۲۳ شمسی فردی یهودی به نام ایوب ربنو به مدت ۸ سال اقدام به کاوش این قلعه تاریخی نمود.
مطابق کتاب «دوران بی‌خبری» رشید کیخسروی، چوپانی از اهالی روستای زیویه مقداری اشیاء طلائی پیدا کرده و به مردم نشان می‌دهد. جمعی از یهودیان ساکن زیویه خبر را شنیده و بلافاصله دوستان خود در همدان را آگاه ساختند. آنها نیز به هم کیش یهودی مشهور خود ایوب ربنو که باستان‌شناس دارای مجوز کاوش آثار باستانی بود، خبر دادند. نامبرده هم پس از تحقیق فراوان به این واقعیت دست یافت که قلعه زیویه همان کاخ دیاکوست و مملو از جواهرات و اشیا گرانبها می‌باشد؛ لذا با تماس و مشاوره با کارکنان وقت حکومتی که با او دوست بودند مجوز حفاری زیویه را گرفته و آنچه جواهرات و آثار گرانبها داشت استخراج کرد و به اسرائیل و آمریکا و اروپا منتقل نمود بطوریکه امروزه موزه‌های اسرائیل، فیلادلفیا، نیویورک، پاریس، لندن و ده‌ها مجموعه خصوصی سرشار از آثار مکشوفه در زیویه می‌باشند و تمام این آثار توسط ایوب ربنو با همکاری مقامات باستانشناسی وقت و مسئولان وقت میراث فرهنگی، از کشور خارج شدند.

## نگارخانه

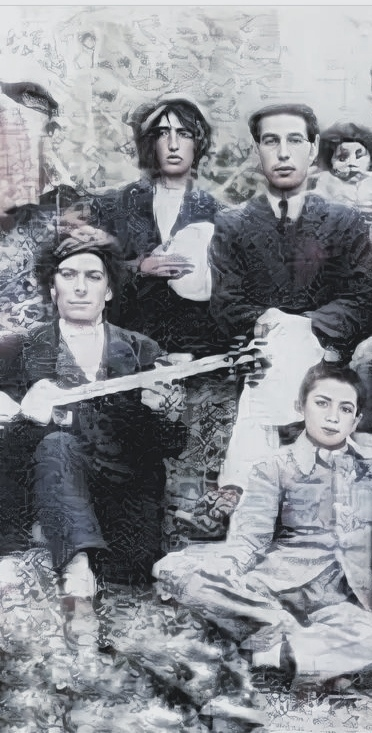
اسحاق و میرکه از هنرمندان یهودی سقز
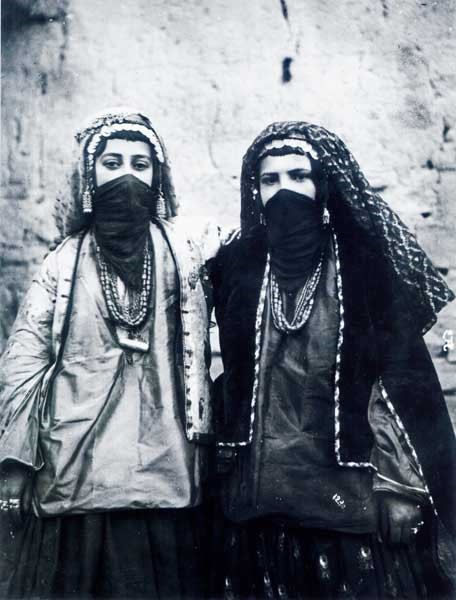
دو زن از جامعه یهودیان سقز
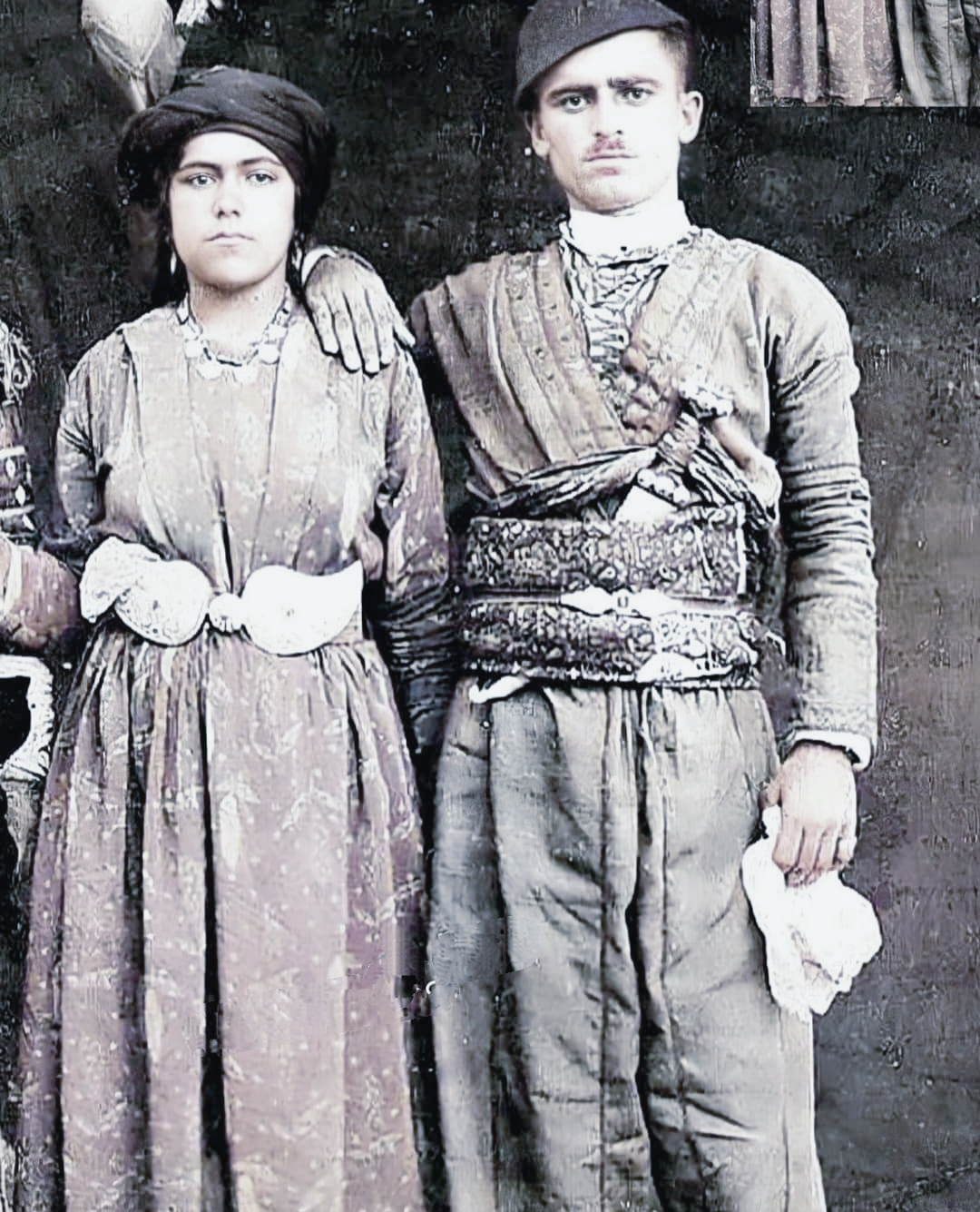
میرزا یعقوب پسر حکیم اسماعیل و همسرش مریم خاتون از یهودیان سقز

## جستارهای ویژه
- یهودیان کرد
- یهودیان ایرانی